# Velika Ludina
Velika Ludina je općina u Hrvatskoj, u Sisačko-moslavačkoj županiji.

## Zemljopis
Općina Velika Ludina smještena je u sjeverozapadnom dijelu Sisačko - moslavačke županije u području Moslavine. Proteže se između rijeke Česme i Moslavačke gore. Sama Velika Ludina se nalazi u središtu između gradova Popovače, Kutine, Čazme, Ivanić-Grada te Siska oko 30 kilometara daleko od ovih gradova. Općina tako spada u brežuljkasto ravničarski kraj.

## Stanovništvo
Popis stanovništva u Hrvatskoj 2011. godine proveden je od 1. do 28. aprila 2011, prema stanju na dan 31. Ožujka. Popis je proveden na temelju Zakona o Popisu stanovništva, kućanstava i stanova u Republici Hrvatskoj 2011. godine (Narodne novine, broj 92/10).
Općina Velika Ludina je po Popisu stanovništva 2011. godine na površini od 103,60 km2 imala 2.625 stanovnika, što predstavlja 1,52% od ukupnog broja stanovnika Sisačko-moslavačka županije, odnosno 0,06% od ukupnog broja stanovnika Hrvatske. Gustoća naseljenosti u Velikoj Ludini je 25 stanovnika/km2.

### Nacionalna pripadnodi
| Popis stanovništva u Hrvatskoj 2011. godine |                 |        |
| Narod | Broj stanovnika | %      |
| Hrvati | 2.574           | 98,06% |
| Albanci | 4               | 0,15%  |
| Bošnjaci | 1               | 0,04%  |
| Česi | 13              | 0,5%   |
| Mađari | 2               | 0,08%  |
| Nijemci | 1               | 0,04%  |
| Poljaci | 1               | 0,04%  |
| Romi | 13              | 0,5%   |
| Slovaci | 1               | 0,04%  |
| Srbi | 9               | 0,34%  |
| Turci | 1               | 0,04%  |
| Ostali1 | 1               | 0,04%  |
| Neraspoređeno4 | 1               | 0,04%  |
| Ne izjašnjavaju se5 | 2               | 0,08%  |
| Nepoznato6 | 1               | 0,04%  |
| Ukupno | 2.625           | 100%   |
| 1Pripadnici naroda, koji ne pripadaju nacionalnim manjinama Hrvatske 4Odgovor popisanika nije bilo moguće svrstati 5Popisanici, koji se nisu željeli nacionalno izjasniti 6Popisanici, nepoznate nacionalne pripadnosti |                 |        |

### Religiozna pripadnost
| Popis stanovništva u Hrvatskoj 2011. godine |                 |        |
| Religija                                    | Broj stanovnika | %      |
| Katolici                                    | 2.554           | 97,30% |
| Pravoslavci                                 | 10              | 0,38%  |
| Protestanti                                 | 1               | 0,04%  |
| Ostali kršćani                              | 9               | 0,34%  |
| Islamske vjeroispovijesti                   | 4               | 0,15%  |
| Agnostici i skeptici                        | 2               | 0,08%  |
| Nisu vjernici i ateisti                     | 26              | 0,99%  |
| Ne izjašnjavaju se                          | 16              | 0,61%  |
| Nepoznato                                   | 3               | 0,11%  |
| Ukupno                                      | 2.625           | 100%   |

Materinji jezik

### Maternji jezik
| Popis stanovništva u Hrvatskoj 2011. godine |                 |        |
| Jezik                                       | Broj stanovnika | %      |
| Hrvatski                                    | 2.608           | 99,35% |
| Albanski                                    | 4               | 0,15%  |
| Bosanski                                    | 3               | 0,11%  |
| Češki                                       | 1               | 0,04%  |
| Njemački                                    | 1               | 0,04%  |
| Poljski                                     | 1               | 0,04%  |
| Slovački                                    | 1               | 0,04%  |
| Srpski                                      | 1               | 0,04%  |
| Srpskohrvatski                              | 3               | 0,11%  |
| Ostali jezici                               | 1               | 0,04%  |
| Nepoznato                                   | 1               | 0,04%  |
| Ukupno                                      | 2.625           | 100%   |

- Grabričina - 41
- Grabrov Potok - 135
- Katoličko Selišće - 177
- Kompator - 109
- Ludinica - 18
- Mala Ludina - 181
- Mustafina Klada - 180
- Okoli - 323
- Ruškovica - 62
- Velika Ludina - 724
- Vidrenjak - 554

| broj stanovnika | 1941  | 1943  | 2318  | 2712  | 3185  | 4042  | 4259  | 4675  | 4710  | 4725  | 4459  | 3708  | 3126  | 2869  | 2831  | 2625  | 2283  |
|                 | 1857. | 1869. | 1880. | 1890. | 1900. | 1910. | 1921. | 1931. | 1948. | 1953. | 1961. | 1971. | 1981. | 1991. | 2001. | 2011. | 2021. |

| broj stanovnika | 282   | 297   | 397   | 417   | 500   | 634   | 712   | 700   | 695   | 711   | 705   | 614   | 586   | 689   | 724   | 751   | 697   |
|                 | 1857. | 1869. | 1880. | 1890. | 1900. | 1910. | 1921. | 1931. | 1948. | 1953. | 1961. | 1971. | 1981. | 1991. | 2001. | 2011. | 2021. |

## Ustrojstvo[4]
Općinski je načelnik Dražen Pavlović (HDZ). Zamjenik načelnika je Dražen Kralj. 
Općinsko se vijeće sastoji od trinaest vijećnika. Četiri članova HDZ-a, četiri SDP-a, dva člana Grupe birača, dva člana HSP-AS-a i jednog člana HSS-a.

## Povijest općine[5]
Povijesni izvori govore o postojanju organiziranih naselja na ovom području u 14.st., a većina naselja pod današnjim imenima zabilježena je popisom stanovništva1704. godine (osim Grabričine i Ruškovice. Prema tom popisu ovo područje bilo je nastanjeno sa 
hrvatskim stanovništvom sa 139 porodica.
Prema tom popisu ovo područje bilo je nastanjeno sa 
hrvatskim stanovništvom sa 139 porodica.

### Košutgrad, Ruškovica
Za utvrdu Košutgrad(Cosucsak) zna se da je bila smještena u zapadnom dijelu Moslavačke gore,
u šumi Južna Garjevica, između Kopčić brda i Dabčeve kose i u 
blizini izvora Podgradskog potoka. Najbliže je naselje Mustafina Klada. Postojala je u srednjem vijeku, od 13 st. do pada u ruke Turaka,
nakon čega je srušena i nikad nije obnovljena. Bila je u vlasništvu Čupora Moslavačkih i potom Erdödyja. Sačuvan je samo jedan komad zida, ali se prema tragovima na terenu
moglo približno rekonstruirati njezin tlocrt ovalnog oblika (promjera 23m), okružen dubokom grabom i nasipom. Na jednom je kraju postojalo
naselje koje se zvalo Podgrađe (a još i Podgradska odnosno Warallya).
Ono je također bilo okruženo grabama, a preko pokretnog mosta se prelazilo u zamak.U Podgrađu je, kao što smo već rekli, bio franjevački samostan s crkvom Sv. Marije, a od izgradnje do rušenja prošlo je tek 90 godina.
Sačuvani zidni fragment u Košutgradu je od kamena, a na lokalitetu ima dosta razbacanih opeka. Iako se utvrda prvi put spominje 1334., oblik zemljane utvrde, format opeke i način izvedbe upućuju na romaniku.
Naselje ispod utvrde upućuje na to da je vjerojatno riječ o utvrdi iz 13. st. Od stručnjaka su prvi Košutgrad 1978. obišla dva istraživača iz Bjelovara (Z. Lovrenčević i V. Megla) koji su snimili stanje i napravili tlocrt negdašnje građevine.

### Jelengrad
Dobro očuvani ostaci utvrđenog grada Jelengrada postoje i danas u Moslavačkoj gori. Prema arheološkim promatranjima utvrđeno je da je izgrađen u 13. stoljeću, a to se mišljenje uvriježilo i u literaturi o Jelengradu, no u pisanim izvorima spominje se prvi put u darovnici Jurja Čupora Moslavačkog pavlinskom samostanu 22. siječnja 1460. (darovnica je napisana «In castro nostro Szarwasko»). Iako u literaturi prednjači mišljenje, da je izgrađen tek nakon tatarskih provala, bez arheoloških iskapanja i nedostatka izvora teško je točno utvrditi postanak ove utvrde.
Jelengrad je bio sjedište Čupora Moslavačkih, obitelji koja je dugi niz godina vladala većim dijelom ovih prostora i dala nekoliko istaknutih osoba (npr. bana Pavla Čupora te zagrebačkog biskupa Demetrija II. (1442. – 1465.)). Nakon smrti posljednjeg Čupora, Stjepana, 1492. u ove prostore dolazi porodica Erdödy. Iako je Stjepan Čupor oporukom ostavio svoje posjede rođacima i crkvi, posebno pavlinskom samostanu na Moslavačkoj gori, kralj Vladislav II. daje njegove posjede 1493. ostrogonskom biskupu Tomi Bakaču Erdödy. Porodica Erdödy se više oslanja na utvrdu Moslavina, nego Jelengrad pa on lagano zamire te završava kao i svi moslavački burgovi, osvajaju ga Osmanlije, koji kratko vrijeme na njemu drže svoju posadu. Od 16. stoljeća Jelengrad je zaboravljen i prepušten propadanju.
Uz ostatke Garić grada, Jelengrada
Košutgrad između Kopčić brda i Dabčeve Kose zapisan je 1334. g. u popisu crkvenih župa gdje se spominje da pod Košućakom postoji kapela čazmanskog arhiđakonata. Kako se 1334 godine spominje postojanje kapele i podgradskog naselja za pretpostaviti je da je utvrda postojala već u 13.st Naseljeni dio ispod Košut grada, kuda je tekao potok Podgradska i Jarak, zvao se Podgradska. 
Podgradska je bilo naselje ispod grada koje su naseljavali uglavnom obrtnici i trgovci koji su pored svojih kuća i vrtova imali radnje i trgovine.
Čini se da je tu postojala i župna crkva Sv. Martina jer se ona spominje u Moslavini 1334. g. Područje toga naselja u Moslavini nije moglo biti veliko jer ispod grada nije bilo većeg prostora. Otuda se vidi da je tu stanovništvo bilo gusto naseljeno već oko 1334. Ono je bilo još bogatije 1501. jer je u to vrijeme tu postojao pored župnika i kapelan. 
Krajem 14. st. Ivan Čupor sin Stjepana iz Moslavine spominje se kao vlasnik Podgradske. 
Demetrije II Čupor Moslavački bio je biskup zagrebački od 1442. – 1465. g. U tome vremenu dao je izgraditi franjevački samostan s crkvom svete Marije u Podgradskoj (između današnje Ruškovice i Kopčić brda uz Podgradski Jarak ). Na dijelu samostanskih posjeda nastalo je današnje naselje Kompator (comune patrum ili compatres). Jedno od objašnjenja naziva mjesta je i prema latinskoj riječi cumpater - kum, smatrajući da je jedan od prvih naseljenika bio mnogima kum. 
1750. popisanio je 16 obitelji porijeklom iz okoline, iz Gorskog kotara, Like i od Karlovca., a već 1850 bilo je samo 5 obitelji.
  Uz samostan vezivala se i materijalna i duhovna kultura okolnih naselja. 90 godina postojanja i djelovanja franjevačkog samostana na ovom području ostavilo je pozitivne tragove na ovom prostoru. Franjevci su širili pismenost, kulturu, podizali gospodarstvo i poticali naseljavanje ovog kraja. 
Ugarsko – hrvatski kralj Vladislav daruje 1493. godine posjed Podgradska Tomi Bakocsu. 
Tijekom 15. st. sve češći su upadi Turaka u područja Moslavine. U to vrijeme vlasnik moslavačkih posjeda je bio Petar II Erdödy. 
Poslije hrvatsko – ugarske nagodbe 1868. kojom je Hrvatska bila izručena Mađarskoj i posebno u doba apsolutističkog banovanja Khuena Hedrwaryja u Moslavinu doseljavaju mnogi stranci iz monarhije, te se pokušava zatrijeti hrvatski jezik i kultura. Česi su za 1 jutro svoje prodane zemlje u Češkoj mogli kupiti 12 jutara zemlje u Moslavini. Najviše ih je doselilo u 
Katoličko Selište i Ludinu, gdje su imali prosvjetna društva i školu. Zbog takvih pogodnosti za doseljenik 
iz drugih krajeva Ugarsko - hrvatske monarhije Moslavina je 1900. g. imala svega 60% Hrvata. 1903. g. održavaju se antimađarske demonstracije i u Ludini su Hrvati uništili 
mađarske grbove i natpise i ispisali parole “Hrvatska Hrvatima!” 
Južna strana Moslavačke gore bila je branjena utvrdom Moslavina, a sjeverna Klisom kod Oštrog zida. Tako je Moslavačka gora bila okružena utvrđenim gradovima, pa ju nazivaju “Zaprtom gorom” ili “ Mons Claudius”. To je svakako prihvatljivije mišljenje od onoga koje taj naziv stavlja u vezu s rimskim carem Klaudijem.-

## Gospodarstvo
Općina Velika Ludina je daleko poznata po svojoj voćarskoj i vinogradarskoj tradiciji. Obilježena proizvodnjog jabuka, jagoda i drugim voćarskih proizvoda. 
Na području općine može se pronaći dosta voćnjaka, vinograda i ostalago.
Općina Velika Ludina ima novo reciklažno dvorište od 2019. godine. Na području općine djeluje i Ludina d.o.o i sama općina sudjeluje puno u razvoju gospodarstva na samom području. 

## Poznate osobe
- Milutin Mayer, hrv. pisac povjesnih romana
- Mijo Stuparić, hrv. pjesnik i političar

## Spomenici i znamenitosti
- Košutgrad (stara utvrda, slabo očuvana)
- Jelengrad (donekle očuvana srednjovjekovna gradina)
- Podgrađe-Warally (ostaci franjevačkog samostana)
- Crkva sv.Marije (obrisi temelja)

## Obrazovanje
- Osnovna škola Ludina
- Dječji vrtić Ludina

## Kultura
- Knjižnica i čitaonica Velika Ludina
- KUD Mijo Stuparić - očuvanje kulturne baštine
- Limena glazba DVD-a Velika Ludina - preko 120 godina postojanja
- Sakralni objekti:
  - središnja crkva sv.Mihaela Arkanđela u Velikoj Ludini
  - dvije manje crkve u Okolima i Gornjoj Vlahinjički
  - nekoliko kapelica

## Šport
- NK Sokol Velika Ludina
- Športsko ribolovna udruga Šaran
- Rukometni klub Laurus

## Vanjske poveznice
- Službene stranice Općine Velika Ludina
- NK "Sokol" Velika Ludina
- Osnovna škola Ludina  Arhivirana inačica izvorne stranice od 29. kolovoza 2019. (Wayback Machine)